# Селигер
Селигер (рус. Селигер) заједнички је назив за комплексан систем глацијалних језера међусобно повезаних каналима и земљоузима у јединствену акваторију на северозападу европског дела Руске Федерације. Језеро се налази на граници између северног дела Тверске области (Осташковски рејон) и јужног дела Новгородске области. На његовим јужним обалама налази се град Осташков по коме се често назива и Осташковским језером.
Са површином од 260 км² највеће је то природно језеро на територији Тверске области. Познато је по бројним острвима (укупне површине 32 км²), заливима и увалама. На једном од острва налази се територија затвореног града Солњечни, односно манастир Нилова испосница – објекат од изузетног културно-историјског значаја Руске Федерације.
Из јужног дела језера отиче река Селижаровка која језеро повезује са басеном реке Волге.

## Етимологија
У руским летописима из XII и XIII века језеро Селигер помиње се под именом Серегер (у староруској форми као Серегѣръ).. Извесно је да је име језера прибалтичко-финског порекла, али је конкретна етимологија и даље нејасна. Поједини лингвисти сматрају да потиче од финске речи Selkäjärvi, у слободном преводу „горње језеро“, а није искључена ни верзија настала од речи Särkijärvi која означава „језеро богато бодоркама“..
За језеро Селигер везана је једна од најлепших руских легенди. Некада давно живела су два брата – Иљмењ и Селигер, и обојица су била заљубљена у прекрасну девојку која се звала Волга. Како је Волга за свог женика одабрала млађег брата, старији Иљмењ је одлазећи расрђен од куће на свог брата бацио клетву: „Дабогда се ти брате претворио у језеро, а на твојим леђима нека израсте на стотине грба“. И тако се и збило. Када је Иљмењ увидео своју грешку, покајао се због ње, али било је касно. Како није могао да врати учињено, бацио је клетву на себе и пожелео да и он постане исто што и његов брат. И тако све до данашњих дана живе два брата, Селигер прекривен бројним острвима и Иљмењ без и једног јединог острва. А Волга је тугујући исплакала реку суза и на послетку побегла од туге ка Каспију.

## Физичке карактеристике
Површина језера Селигер је 260 км², док је површина сливног подручја око 2.275 км². На језеру се налази преко 160 острва укупне површине око 38 км². Највећа острва су Хачин и Городомља.
У Селигер се улива укупно 110 углавном мањих притока, а највеће су Крапивенка, Сорога и Серемуха. Једина отока је река Селижаровка, лева притока Волге која језеро повезује са басеном ове реке и Каспијског језера. Површина језера лежи на надморској висини од 205 метара.
Језеро Селигер је моренског порекла и састављено је од бројних мањих ујезерених површина међусобно раздвојених бројним острвима и полуострвима, тако да је укупна дужина његових обала 528 километара. Језеро чине укупно 24 залива, а најизолованији делови имају и засебна имена: Вјасцо, Величко, Глубокоје, Свјатое итд.
Вода је јако чиста и провидност достиже до 5 метара.
На јужној обали језера налази се град Осташков, док се на острву Городомља налазе затворени град Солњечни и манастир Нилова испосница.
На језеру се од 2005. сваког лета одржавају традиционални сусрети руске омладине познати као „Форум Селингер“.